# Bacteriofag
Bacteriofag este numele generic acordat microorganismelor care pot distruge bacteriile.
Denumirea (ce provine de la latinul bacteria și grecescul φᾰγεῖν phagein - "a mânca", "a devora") a fost introdusă de către bacteriologul canadian Félix d'Herelle în 1917, an în care descoperă un virus care posedă astfel de caracteristici.
Cultivați în laborator, bacteriofagii pot fi utilizați în tratamentul unor boli cum ar fi dizenteria, holera. 
În anul 1917 savantul francez F. de Herelle a descoperit virusurile ce lezează bacteriile, pe care le-a numit bacteriofagi  sau fagi. Forma bacteriofagului amintește o navă cosmică și consta din cap și coadă. Capul se compune dintr-o membrană proteică și o moleculă de acid nucleic. În coadă se află un tub cav protejat de o husă din proteine contractile. Placa de la capătul tubului poartă filamente, care fixează bacteriofagul de bacterie. La contactul cu peretele bacteriei, husa se contractă dezvelind tubul. Acesta străpunge peretele bacteriei, asigurând trecerea acidului nucleic în citoplasma bacteriei. Aici el începe să se autoreproducă, folosind nucleotidele celulei-gazdă. Din aminoacizii gazdei, în baza acidului nucleic fagal, se sintetizează proteinele membranei. Urmează asamblarea componentelor fagale. În urma activității bacteriofagului, celula-gazdă moare. Preparate de bacteriofagi ai unor bacterii patogene se folosesc pentru profilaxia și tratarea bolilor omului și animalelor, provocate de aceste bacterii. 